# Bradleya arata
Bradleya arata är en kräftdjursart som först beskrevs av Brady 1880.  Bradleya arata ingår i släktet Bradleya och familjen Trachyleberididae. Inga underarter finns listade.